# Actiniogeton spenceri
Actiniogeton spenceri är en havsanemonart som först beskrevs av Alfred Cort Haddon och Brian I. Duerden 1896.  Actiniogeton spenceri ingår i släktet Actiniogeton och familjen Actiniidae. Inga underarter finns listade i Catalogue of Life.